# Reinholdaltaar

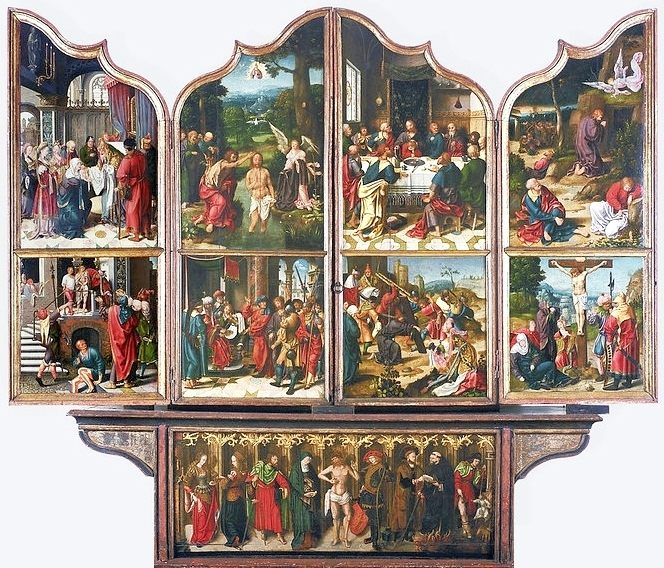
Het geopende Reinholdaltaar

Het Reinholdaltaar, ook Ferberaltaar, is een groot, laatgotisch altaarstuk uit eikenhout uit 1515-1516. De buitenzijde bestaat uit beschilderde panelen in olieverf van Joos van Cleve en zijn atelier terwijl de binnenzijde gesneden is uit hout. Het werk is afkomstig van de Mariakerk in Gdańsk en bevindt zich in de collectie van Nationaal Museum van Warschau.

## Situering
Van Cleve was vooral beroemd om zijn grote altaarstukken. Zijn atelier leverde stukken op bestelling in heel Europa: uit Keulen, Genua, Madeira en Gran Canaria. De iconografie van het Reinholdaltaar wijkt sterk af van de gebruikelijke voorstellingen op Antwerpse Maria-retabels. Dit wijst op een zeer duidelijke opdracht van de opdrachtgever uit Gdańsk. Op de zijkant van de vleugel zijn twee handjes en een burcht, symbolen van Antwerpen, als merktekens aangebracht. Ook op andere plaatsen zijn handjes als merktekens aangebracht. De Poolse kunsthistoricus J. Bialostocki herkende in een geschilderd glasraam op de voorstelling van Het Laatste Avondmaal een monogram JVAB: J(oos) VA(nder) B(eke), ofwel Joos van Cleve.

## Afmetingen
Het retabel met geopende vleugels (zonder predella) meet 199,9 op 312,7 cm. De vleugels meten 193 op 77,9 cm.

## Schilderwerk

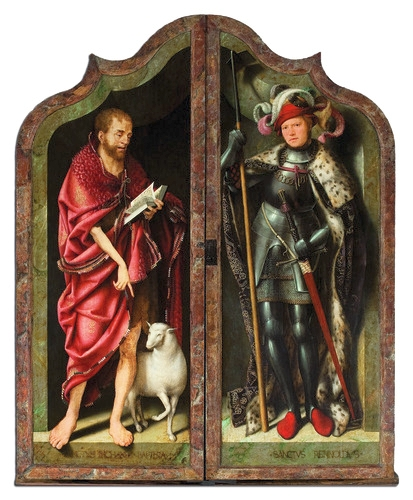
Het gesloten Reinholdaltaar zonder predella

Op de buitenzijde van de buitenvleugels zijn Johannes de Doper en Sint-Reinoldus afgebeeld, die laatste in harnas met een mantel van brokaat en hermelijn, felrode schoenen en kunstig gedraaide veren op de hoed. Algemeen wordt aangenomen dat het gezicht van Sint-Reinoldus een zelfportret van Joos van Cleve is. Deze prestigieuze voorstellingen zijn waarschijnlijk van de hand van Joos van Cleve zelf.
Op het geopende retabel zijn scènes uit het leven van Christus afgebeeld. Op de binnenvleugels zijn dit Het doopsel van Christus, Het laatste Avondmaal, Christus voor Pilatus en De Kruisdraging afgebeeld. Onder het schilderwerk zijn op sommige plaatsen gedetailleerde voorlopige tekeningen te zien, aangevuld met precieze informatie over de kleurstelling. Het schilderwerk hier is waarschijnlijk het werk van zijn atelier.
De voorstelling van Het doopsel van Christus is weinig origineel. Het is een vrije interpretatie in spiegelbeeld van Het doopsel van Christus op het Altaar van Jan des Trompes van Gerard David. Mogelijk werkte Joos van Cleve niet naar het origineel van David maar naar een kopie in spiegelbeeld van Joachim Patinir.

## Beeldhouwwerk
De binnenzijde van de binnenvleugels van het altaar bestaat uit gesneden eikenhout. De polychrome figuren zijn gemiddeld 35,5 cm hoog. De polychromie, overwegend goud, is gedeeltelijk bewaard. De vleugel is horizontaal in twee etages verdeeld en elke etage bestaat uit een grote en een kleine nis. De voorstellingen zijn: de ontmoeting van Anna en Joachim bij de gouden poort, een sibille met een lantaarn in de hand, de boodschap van de engel aan Maria en een sibille met een (afgebroken) staf.
De kwaliteit van dit snijwerk is zeer goed en verzorgd. De stijl is laatgotisch en meer traditioneel dan het schilderwerk, zonder maniëristische trekken of renaissance-elementen.

## Geschiedenis
Volgens de kroniek van Georg Mellman werd het retabel in 1516 geplaatst in de Sint-Reinolduskapel van de Mariakerk in Gdańsk. Het stuk was een bestelling van het Broederschap van Sint-Reinoldus en wordt gedateerd op 1515-1516. Tot de Tweede Wereldoorlog stond het retabel in deze kerk onder een torenbaldakijn en vergezeld van een groot houten beeld van Sint-Reinoldus. Het altaar werd gerestaureerd in 1797 en opnieuw in 1825. In 1950 volgde een nieuwe restauratie in het Nationaal Museum.